# Mi lan xiang
El té mi lan xiang (蜜兰香) es un té con origen en la ciudad de Chaozhou, provincia de Cantón, China.
Su nombre chino, mi lan xiang, significa «orquídea de miel» en referencia a su aroma a flor de orquídea y color amarillo dorado como la miel, y es el más conocido de los tés oolong de la familia dancong, por lo que también es llamado mi lan xiang dancong. La familia también se conoce como Phoenix narcissus, debido a que los cultivos de té se encuentran en las montañas Fénix o Fenghuang, e incluye varios tés cuyas denominaciones siempre hacen referencia a las fragancias que imparten: tong tian xiang, zhe zhi lan xiang, ba xian y dong fang hong.